# Pokol v Novem Sadu
Pokol v Novem Sadu pomeni pomor 4000 Srbov in Judov v Vojvodini na koncu januarja, 1942. Madžarska vojska je leta 1941 vkorakala v Jugoslavijo in zavzela Baranjski trikotnik in Medžimurje na Hrvaškem, Vojvodino v Srbiji in Prekmurje v Sloveniji. Madžarska oblast je iskala tiste osebe, ki so se udeležile v narodnih gibanjih po prvi svetovni vojni, ter komuniste in Jude.
Proti Madžarom in Nemcem se je organiziralo partizansko gibanje. 12. januarja, 1942 partizani so ubili nekaj madžarskih vojakov na Šajkaškem, zaradi tega je Ferenc Feketehalmi-Czeydner generalpodpolkovnik začel racijo v Novem Sadu. Žandarji in vojaki so ne le v mestu, temveč v vaseh tudi ubili srbske in judovske prebivalce. V Donavo so streljali nedolžne ljudi, komuniste in hudodelce pri Novem Sadu, Žablju, Čurugu, Mošorinu in Bečeju. V Bečeju je postalo žrtev nekaj madžarskih komunistov.
Polkovnik Ferenc Szombathelyi je prepovedoval masaker, ampak veliko vojakov je odreklo Szombathelyiju zapoved. 23. januarja so pijani vojaki še več nedolžnih prebivalcev ubili. Novosadski pokol je imel pribl. 4000 žrtev (Judje, Srbi, Rusini, Romi, Madžari, Rusi). Feketehalmi-Czeydner zaradi pokola je dobil odlikovanje, čeprav so ga obsodili na smrt leta 1943, vendar usode niso mogli izvršiti. Feketehalmi-Czeydnerja so usmrtili leta 1946 v Žablju. Po vojni srbski partizani so ubili več tisoč madžarskih prebivalcev v Vojvodini, da se maščevajo novosadski pokol, vendar vojvodinski Madžari niso bili grešni v pokolu.
Ko je trajala vojna, še 19 tisoč ljudi (Srbe in Jude) so deportirali ali ubili v bačkem delu Vojvodine.